# Chitapur
Chitapur è una suddivisione dell'India, classificata come town panchayat, di 26.974 abitanti, situata nel distretto di Gulbarga, nello stato federato del Karnataka. In base al numero di abitanti la città rientra nella classe III (da 20.000 a 49.999 persone).

## Geografia fisica
La città è situata a 17° 7' 0 N e 77° 4' 60 E e ha un'altitudine di 402 m s.l.m..

## Società

### Evoluzione demografica
Al censimento del 2001 la popolazione di Chitapur assommava a 26.974 persone, delle quali 13.597 maschi e 13.377 femmine. I bambini di età inferiore o uguale ai sei anni assommavano a 4.354, dei quali 2.272 maschi e 2.082 femmine. Infine, coloro che erano in grado di saper almeno leggere e scrivere erano 12.453, dei quali 7.372 maschi e 5.081 femmine.